# Berthold Suhle
Carl Friedrich Berthold Suhle (* 1. Januar 1837 in Stolp, Pommern; † 26. Januar 1904 in Nordhausen) war ein deutscher Altphilologe und Schachspieler.
Suhle war Sohn eines Schulrektors. Er studierte ab 1855 zunächst in Berlin und dann von 1857 bis 1859 an der Bonner Universität die Fächer Philosophie, Philologie und Naturwissenschaften. Anschließend lebte er abwechselnd in Berlin und Stolp.
Im Jahr 1859 unterlag er Adolf Anderssen in Breslau in einem längeren Wettkampf (13:27, =8). Fünf Jahre danach endete ein Wettkampf gegen denselben Gegner unentschieden (3:3, =2). Außerdem gewann er 1860 ein Match gegen Philipp Hirschfeld überlegen (7:0, =2). Suhle war auch ein hervorragender Blindspieler. Sein 1865 mit Gustav Neumann veröffentlichtes Werk Die neueste Theorie und Praxis des Schachspiels fand gute Aufnahme. Max Lange nahm ihn zeitweilig in die Redaktion der angesehenen Schachzeitung auf.
Frühzeitig beendete Suhle seine schachliche Tätigkeit aus beruflichen Gründen. Von 1877 bis 1901 arbeitete er als Gymnasiallehrer für Griechisch in Stolp und später am Königlichen Gymnasium zu Nordhausen. 1895 wurde er zum Professor ernannt.

## Werke
- Arthur Schopenhauer und die Philosophie der Gegenwart. Antimetaphysische Untersuchungen mit besonderer Rücksicht auf die Denker des achtzehnten Jahrhunderts, W. Weber, Berlin 1862 (online bei Google Books).
- Der Schachcongress zu London im Jahre 1862 nebst dem Schachcongresse zu Bristol im Jahre 1861. W. Weber, Berlin 1864 (Band 1 und Band 2 bei Google Books)
- Ueber die Cäsur und ihre Bedeutung für den Rhythmus. W. Weber, Berlin 1864.
- (zusammen mit Gustav Richard Neumann) Die neueste Theorie und Praxis des Schachspiels seit dem Schachcongresse zu New-York i.J. 1857. Julius Springer, Berlin 1865.
- Eine neue Erklärung der sogenannten epischen Zerdehnung, Und über die epische Zerdehnung. (1872), Nachdruck Kessinger, Whitefish 2010, ISBN 1-160-08601-X.
- Übersichtliches Homer-Lexikon zum Schulgebrauche und für Reifere Leser. Hahn, Leipzig 1874.
- (zusammen mit Max Schneidewin) Übersichtliches Griechisch-Deutsches Handwörterbuch für die ganze griechische Literatur mit einem tabellarischen Verzeichniss unregelmäßiger Verba. Hahn, Leipzig 1875.
- Vollständiges Schulwörterbuch zu Xenophons Anabasis. Kern, Breslau 1896.